# Sự kiện Dover 2000
Vào ngày 18 tháng 6 năm 2000, ngay trước nửa đêm, 58 xác chết được tìm thấy trong một xe tải tại thị trấn cảng Dover, Anh. Hai người được tìm thấy còn sống nhưng bị thương và được đưa đến bệnh viện.

## Sự cố
Xe tải Hà Lan xuất phát từ một chiếc phà đến từ Zeebrugge ở Bỉ. Người ta đã xác định rằng người chết là người nhập cư bất hợp pháp, và có khả năng chết vì ngạt, mặc dù ngộ độc carbon monoxide không được loại trừ. 60 người đã bị mắc kẹt trong container trong hơn 18 giờ, khi nhiệt độ bên ngoài đạt 32 °C. Được cảnh sát xác nhận rằng tất cả những người đã chết là người nhập cư người Trung Quốc, bao gồm 54 người đàn ông và 4 phụ nữ. Vụ việc là một trong những vụ giết người hàng loạt lớn nhất trong lịch sử tội phạm của Anh và lớn nhất liên quan đến những người nhập cư bất hợp pháp vào Vương quốc Anh.
Người lái chiếc xe tải là Perry Wacker, 33 tuổi, ở Rotterdam. Wacker đã bị bắt tại hiện trường và, năm 2001, đã bị kết án 14 năm tù vì tham gia vào một hoạt động buôn lậu người có tổ chức, được điều phối bởi một băng đảng đầu rắn. Ông cũng bị kết tội âm mưu tạo điều kiện cho người nhập cư bất hợp pháp. Năm 2003, chín thành viên băng đảng Trung Quốc đã bị bỏ tù tại Hà Lan vì tham gia vào thảm kịch.